# Joe Letteri
Joe Letteri (Aliquippa, 1957) é um especialista em efeitos visuais estadunidense. Venceu o Oscar de melhores efeitos visuais em cinco ocasiões, sendo a última delas na edição de 2023 por Avatar: O Caminho da Água ao lado de Richard Baneham, Daniel Barrett e Eric Saindon.